# Communauté de communes Le Val d'Agny
La communauté de communes Le Val d'Agny était une communauté de communes française, située dans le département de l'Isère et la région Rhône-Alpes.

## Composition
La communauté de communes regroupait 7 communes :
- Badinières
- Châteauvilain
- Eclose
- Les Éparres
- Nivolas-Vermelle
- Sérézin-de-la-Tour
- Succieu

## Historique
La communauté de communes du Val d'Agny a été dissoute au 31 décembre 2006 ; 5 communes (Nivolas-Vermelle, Eclose, Les Éparres, Badinières et Sérézin-de-la-Tour ont rejoint la communauté d'agglomération Porte de l'Isère et 2 communes (Châteauvilain et Succieu) ont rejoint la communauté de communes de la Vallée de l'Hien.

## Sources
1. ↑  Source DL du 24/01/2007

- Le SPLAF
- La base ASPIC